# Rohini (fusée)
Pour les articles homonymes, voir Rohini.

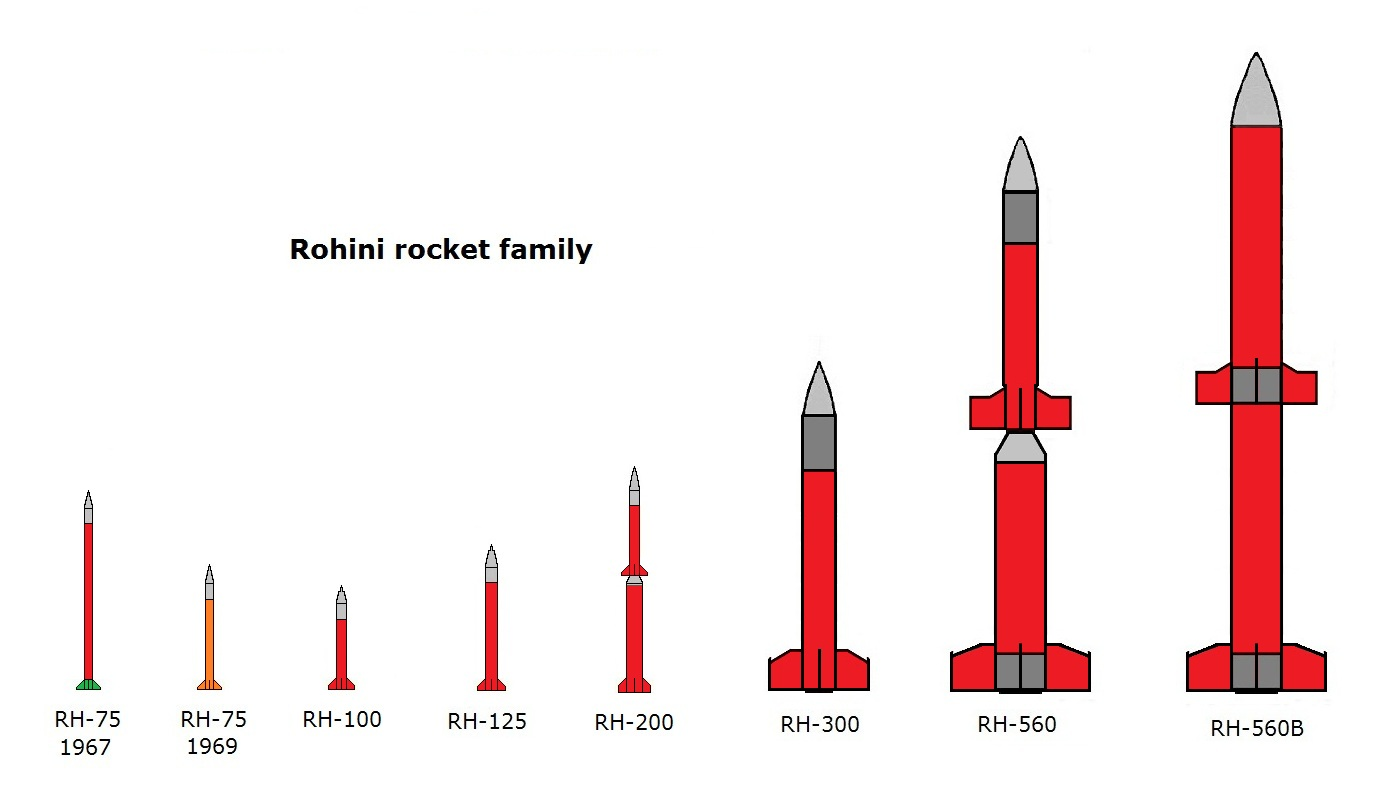
La famille des fusées-sondes Rohini.

Rohini désigne une famille de fusées-sondes développées par l'Inde

## Historique
Le  programme spatial indien débute avec la mise au point de fusées-sondes sous l'impulsion du père du programme spatial indien Vikram Sarabhai. En 1962-1963 une petite équipe de scientifiques indiens séjourne à la NASA pour s'initier à l'assemblage et au lancement de fusées-sondes. Une première fusée-sonde américaine Nike-Apache est lancée en 1963 depuis le centre de lancement de Thumba dans le Kerala. En 1964 l'Inde signe un accord avec l'agence spatiale française, le CNES, pour l'acquisition de licences de fabrication des fusées-sonde Centaure et Bélier. Plus de 65 fusées-sondes d'origine étrangères sont ainsi lancées depuis Thumba entre 1963 et 1968. L'agence spatiale indienne, l'ISRO (Indian Space Research Organisation), rattachée au département de l'énergie atomique, est créée en 1969 pour fédérer l'activité spatiale.  Les ingénieurs indiens mettent au point des modèles de fusée-sonde de puissance croissante. La première fusée-sonde opérationnelle baptisée Rohini-75 (75 désigne son diamètre en millimètres) effectue son premier vol le 20 novembre 1967. La base de lancement de  Sriharikota dans l'Andhra Pradesh (aujourd'hui Centre spatial de Satish Dhawan) est créée en 1970. La base devient opérationnelle le 9 octobre 1971 avec le lancement d'une fusée-sonde RH125. D'une masse de 8 kg elle emporte une charge utile de 1 kg à une altitude de 10 km. Les modèles Rohini-125 en 1970 (7 kg à une altitude de 20 km), Rohini-200 en 1979 (première fusée bi-étages 10 kg à une altitude de 80 km), Rohini-300 Mk2 en 1987 (60 kg à une altitude de 100 km), etc. sont mis au point. La maitrise acquise dans la propulsion à propergol solide, sera largement utilisée pour mettre au point le premier lanceur national : la fusée SLV.
Trois modèles de fusées-sondes sont toujours utilisés en 2017 par l'ISRO : le type RH-200 pour des applications météorologiques (lancé  depuis le site de Thumba) et les RH-300 MK2 et RH-560 MK2 pour des expériences d'aéronomie.

## Caractéristiques techniques
| Caractéristiques            | RH-75             | RH-125            | RH-200              | RH-300 MK2       | RH-560            | RH-560 MK2       |
| --------------------------- | ----------------- | ----------------- | ------------------- | ---------------- | ----------------- | ---------------- |
| Vol inaugural               | 1967              | 1970              | 1979                | 1987             | 1974              | 1995             |
| Nbre étages                 | 1                 | 1                 | 2                   | 1                | 2                 | 2                |
| Nbre vols                   |                   |                   | 1545 (juillet 2015) |                  |                   |                  |
| Statut                      | Retiré du service | Retiré du service | Opérationnel        | Opérationnel     | Retiré du service | Opérationnel     |
| Performances                |                   |                   |                     |                  |                   |                  |
| Masse charge utile          | 1 kg              | 7 kg              | 10 kg               | 70 kg            | ? kg              | 100 kg           |
| Altitude maximale           | 10 km             | 20 km             | 80 km               | 150 km           | 400 km            | 500 km           |
| Caractéristiques techniques |                   |                   |                     |                  |                   |                  |
| Masse (hors C.U.)           | 8 kg              | 40 kg             | 100 kg              | 500 kg           | 1 300 kg          | 1 600 kg         |
| Diamètre                    | 8 cm              | 12 cm             | 20 cm               | 31 cm            | 56 cm             | 56 cm            |
| Longueur (hors C.U.)        | 1,5 m             | 2,5 m             | 3,6 m               | 5,9 m            | 8,4 m             | 9,1 m            |
| Propergol                   | propergol solide  | propergol solide  | propergol solide    | propergol solide | propergol solide  | propergol solide |
| Poussée au décollage        | ? kN              | 8 kN              | 17 kN               | 39 kN            | 76 kN             | 76 kN            |
| Utilisation                 |                   |                   | Météorologie        | Aéronomie        |                   | Aéronomie        |